# Gamergus hottentottus
Gamergus hottentottus är en insektsart som beskrevs av Stsl 1859. Gamergus hottentottus ingår i släktet Gamergus och familjen sköldstritar. Inga underarter finns listade i Catalogue of Life.